# Marcols-les-Eaux
Marcols-les-Eaux är en kommun i departementet Ardèche i regionen Auvergne-Rhône-Alpes i sydöstra Frankrike. Kommunen ligger  i kantonen Saint-Pierreville som ligger i arrondissementet Privas. År 2022 hade Marcols-les-Eaux 283 invånare.

## Befolkningsutveckling
Antalet invånare i kommunen Marcols-les-Eaux
Referens: INSEE

## Galleri

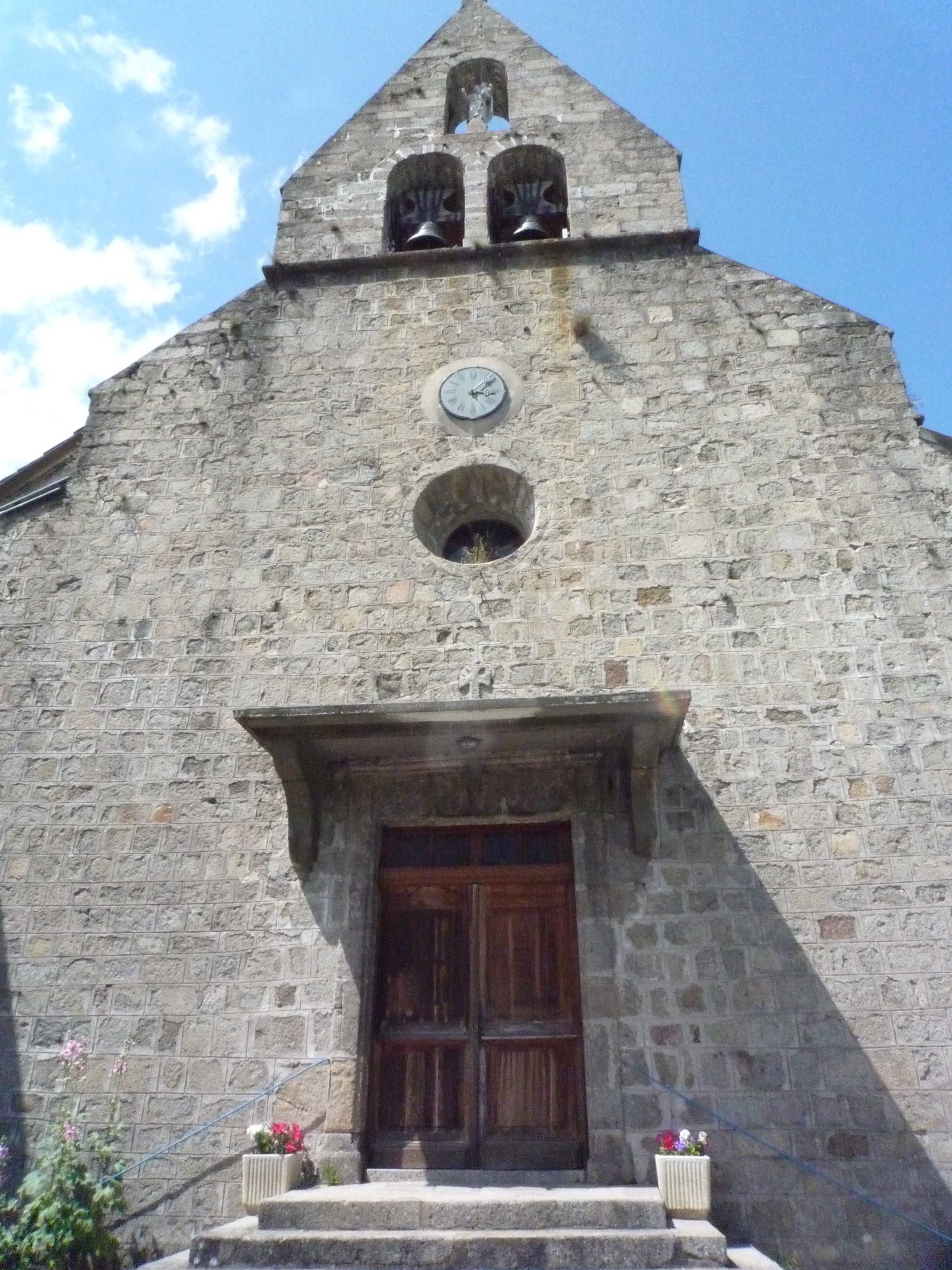
Kyrkan
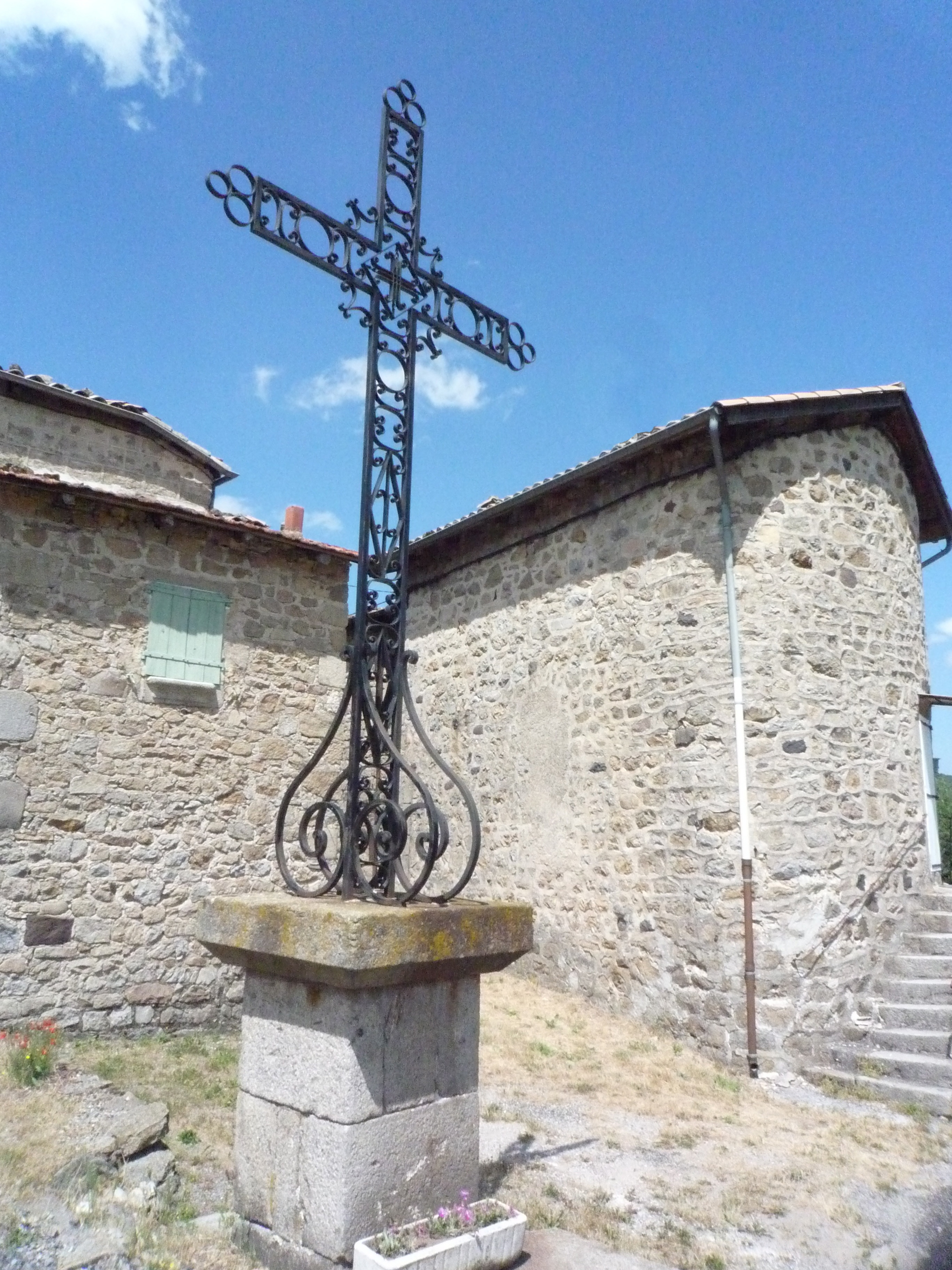
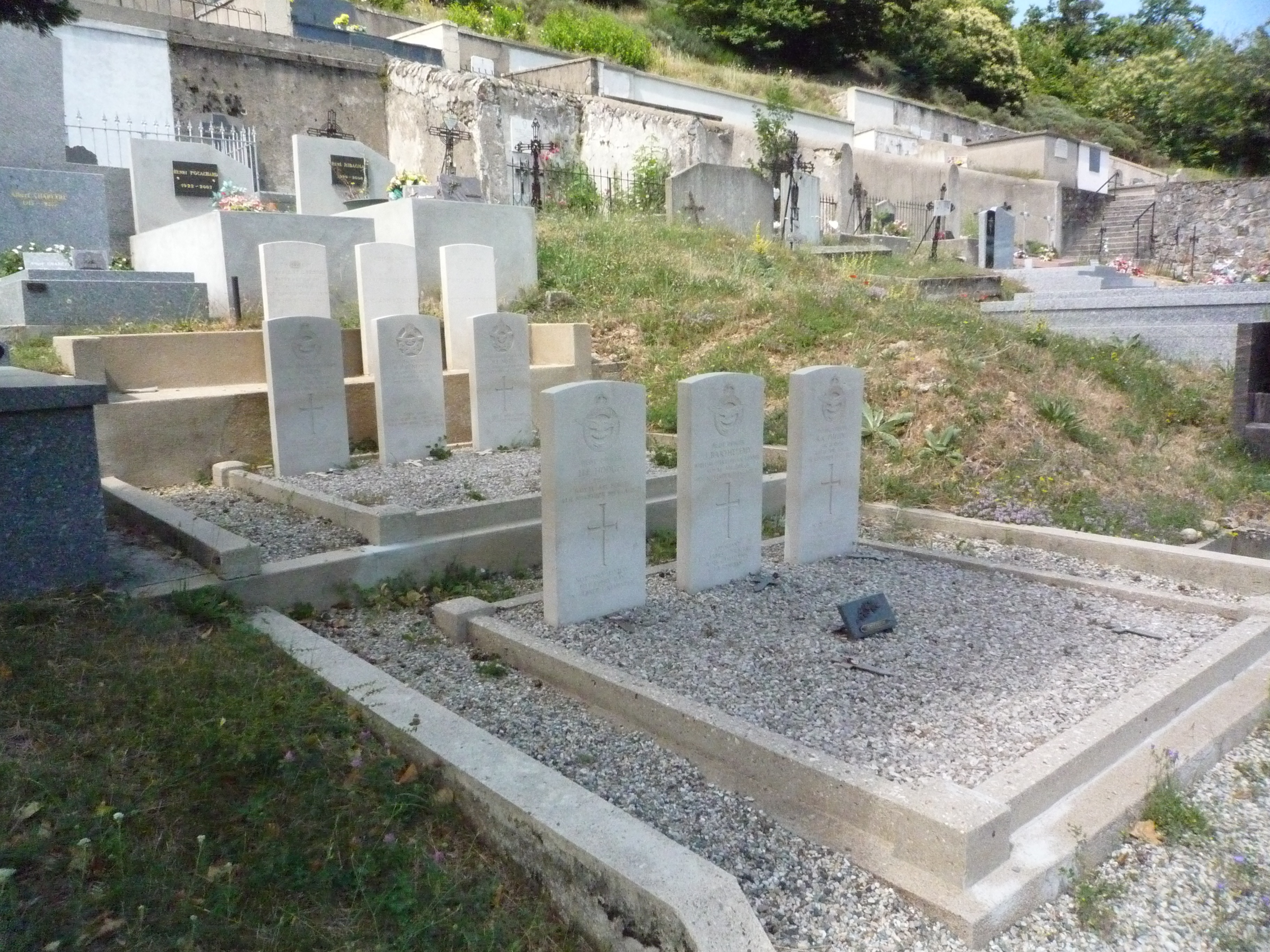
Kyrkogården med gravarna för 6 flygare från Royal Air Force från en flygkrasch 1943